# Сильнейший в истории ученик Кэнити
«Сильнейший в истории ученик Кэнити» (яп. 史上最強の弟子ケンイチ Сидзё: сайкё: но дэси Кэнъити) — манга Сюна Мацуэна (яп. 松江名俊), издающаяся в еженедельнике «Weekly Shonen Sunday». Первый танкобон с ней в Японии вышел 9 августа 2002 года. В России серия лицензирована издательством «Росмэн».
С октября 2006 года по сентябрь 2007 года по телевидению Японии демонстрировалось одноимённое аниме, созданное Tokyo Movie Shinsha.
Манга «Сильнейший в истории ученик Кэнити» является ремейком манги Tatakae! Ryouzanpaku Shijou Saikyou no Deshi (яп. 戦え!梁山泊 史上最強の弟子 Татакаэ! Рё:дзампаку сидзё: сайкё: но дэси, «Борись! Сильнейший в истории Рёдзампаку ученик»), которая выходила ежемесячно в Shonen Sunday Super в 1999—2002 годах и была издана в пяти танкобонах.

## Сюжет
Жизнь 15-летнего школьника Кэнити Сирахамы меняется, когда тот знакомится с новой ученицей — Миу Фуриндзи. Увидев её талант и способности к боевым искусствам, Кэнити вступает в додзё Рёдзампаку, «Приют героев», — место, где собрались сильнейшие мастера различных боевых искусств и, по совместительству, дом Миу. После того как юноша победил ученика секции каратэ, на него обратили внимание лучшие драчуны школы. С тех пор всё свободное время Кэнити стал посвящать изнуряющим тренировкам у шести мастеров Рёдзампаку, а также противостоянию банде «Рагнарёк», рассматривавшей его либо как возможного союзника, либо угрозу их планам.

## Список персонажей
Кэнити Сирахама (яп. 白浜 兼一 (ケンイチ) Сирахама Кэнъити) — ученик первого класса старшей школы, любящий читать книги из серии «How to…». Он выглядит слабее, чем большинство в школе и считался самым слабым учеником. Чтобы стать достаточно сильным и защищать других, он начинает заниматься в додзё Рёдзампаку. Его учителя утверждают, что у Кэнити нет никаких талантов к боевым искусствам, и единственный источник развития для него — тяжёлый труд. Несмотря на его плаксивую натуру, он становится сильным бойцом, когда имеет причины для этого, обычно это случается когда он использует свои способности для защиты других. Со временем начинает «шуточно» конфликтовать со Старейшим за право встречаться с Миу. На момент окончания аниме (144 глава манги, соответственно) имеет ранг ученика, но затем поднимается до ранга эксперта (промежуточный ранг между учеником и мастером). Изучает карате, муай-тай, джиу-джицу, китайское кемпо, различные оружейные техники. Его путь — Кацудзинкэн (Кулак жизни), тип — сэй и доу.
Сэйю: Томокадзу Сэки
Миу Фуриндзи (яп. 風林寺 美羽 Фуриндзи Миу) — одноклассница Кэнити. Она нежная девушка, несмотря на то, что она очень сильна и талантлива в боевых искусствах, ведь её с детства тренировал дед, старейшина додзё Рёдзампаку. В раннем возрасте она теряет свою мать, которая была убита отцом Миу и основателем организации Тьма, противостоящей Рёдзампаку, о чём сама Миу не знает и прилагает огромные усилия по поиску своего отца. Миу не умеет заводить друзей и поэтому ценит дружбу с Кэнити. В силу того, что Миу воспитывалась среди мастеров высоких классов, она по началу не воспринимает Кэнити как парня, от чего тот неимоверно страдает из-за невозможности завязать с ней романтических отношений. На хрупких плечах этой девушки лежит забота о всём хозяйстве Рёдзампаку: хождение за покупками, стирка одежды мастеров, готовка для них еды, подсчёт прибыли и налогов. По этой причине все мастера её очень уважают, и им часто достаётся от неё, когда они в очередной раз портят имущество. Изучает универсальные боевые искусства стиля Фуриндзи, уровень — эксперт. Её путь — Кацудзинкэн (Кулак жизни), тип — доу.
Сэйю: Томоко Каваками, Риэ Кугимия (OVA)
Харуо Ниидзима (яп. 新島 春男 Ниидзима Харуо) — парень с треугольными ушами и раздвоенным языком, как у змеи. Он везде носится со своим лаптопом, в котором записана подробнейшая информация обо всех бойцах местных шаек и банд, а также простых школьников. У Ниидзимы незаурядные способности по управлению людьми в сочетании с талантом великого стратега. Хоть и не умеет драться, но очень опасен и коварен. Иногда проявляет почти сверхъестественные способности, определяя силы и слабости того или иного человека с помощью «Ниидзима-радара». Поначалу Ниидзима открыто издевается над Кэнити, и даже избивает его, (именно его насмешки заставили Кэнити пойти в Рёдзампаку) но впоследствии когда Кэнити одержал несколько побед, он буквально навязывается ему в друзья. Кэнити едва терпит его и частенько наносит ему «удары справедливости». Вскоре Ниидзима собрав группу активистов и часть сбежавших из Рагнарёка бойцов, организует «Новую Белую Гвардию», которая противостоит Рагнарёку. Кэнити он назначает там капитаном, хотя тот до последнего не желает в этом участвовать. Главная мечта Ниидзимы — захватить власть над миром, создать корпорацию боевых искусств и продавать её продукцию.
Сэйю: Такуми Ямадзаки

### Рёдзампаку
Додзё, в котором собрались величайшие мастера разных боевых искусств исповедующих «Кулак Жизни», который не приемлет убийство противника. Само название «Рёдзампаку» расшифровывается следующим образом: когда-то на границе Вьетнама и Китая на болотах, в местах разлива реки существовал некий перевалочный пункт для путешественников. Так как во время разлива рек места были недоступны, там со временем стали собираться люди, протестующие против правительства. Поэтому на японском языке «Рёдзампаку» состоит из иероглифов, обозначающих «запруду для ловли рыбы», «гору» и глагол «ночевать».
Хаято Фуриндзи (яп. 風林寺 隼人 Фуриндзи Хаято) — боец типа До / Сэй. Старейшина додзё Рёдзампаку. Он также известен как «Неуязвимый Сверхчеловек» и является сильнейшим из Рёдзампаку. Его авторитет непререкаем, ведь именно он один способен прекратить споры мастеров Рёдзампаку по поводу вечного вопроса : «кто из них сильнейший?». По его словам, он ни разу не проиграл в битве. Обладает невероятной скоростью, наносит удары настолько быстро, что их невозможно разглядеть при самой замедленной съёмке. Владеет 108 техниками, одной из которых является «Стальной барьер» и его законченная форма — «Стальной барьер текущей воды», которой он научил Кэнити сначала на специальной тренировке в Ямагате, где сам тренировался в молодости, и после, во время поединков ОБУ. Также, он способен разделять и спокойно контролировать левую и правую сторону тела и органы. Весёлый старик-гигант. Никогда не брал учеников. Именно он заметил тёмное начало в Огато Иссинсае, помешав тем самым стать ему первым учеником Рёдзампаку. Имеет личные счёты с «Атакующим демоном» Робусаки Гороубом, с которым разобрался во время ОБУ. Является отцом Сайго Фуриндзи, «Первой Тени» Тьмы, и дедушкой Миу, которую забрал на воспитание после смерти её матери и с детства обучал боевым искусствам.
Сэйю: Хироси Арикава
Апачай Хопачай (яп. アパチャイ・ホパチャイ Апатяй Хопатяй) — получил прозвище «Бог Смерти Тайского подземного мира» на подпольных турнирах по муай-тай. Боец типа До (яп. 動 до:, движение). Начал сражаться на подпольных аренах в раннем возрасте. Из всех мастеров, его Кэнити боится больше всего. На самом деле очень добрый человек, который просто не умеет сдерживаться. Очень любит детей и домашних животных. Отличается нечеловеческим аппетитом, из-за финансовых проблем Рёдзампаку обычно ходит голодным. Апачай прост по своей натуре и не отягощён образованием, а потому способен радоваться каждой мелочи как ребёнок. Может разговаривать с птицами. 28 лет.
Сэйю: Хироя Исимару
Сио Сакаки (яп. 逆鬼 至緒 Сакаки Сио) — мастер Каратэ. Обладатель сотого дана. Боец типа До. Любитель выпивки, его всегда можно увидеть с банкой пива или бутылкой сакэ в руках. Отказывался обучать Кэнити, заявляя, что если возьмёт ученика, тот помрёт через три дня, но впоследствии изменил своё мнение и стал одним из наиболее заботливых его учителей. Имеет 125 побед и 126 поражений и 1 ничью в битве с Акирой Хонго.
Сэйю: Унсё Исидзука
Кэнсэй Ма (яп. 馬 剣星 Ма Кэнсэй, Ма Цзяньсин) — боец типа Сэй. Также известен как «Мастер китайского кэмпо». В совершенстве владеет акупунктурой и имеет собственную клинику. Вместе с Акисамэ постоянно лечат Кэнити после тренировок. Глава «Ордена Феникса» в Китае. Отец Рэнки и брат Согэцу Ма. Постоянно подглядывает за Миу и Сигурэ, за что Мио называет его извращенцем. Более других сэнсэев близок к Кэнити как друг.
Сэйю: Иссэй Футамата
Сигурэ Косака (яп. 香坂 しぐれ Ко:сака Сигурэ) — боец типа Сэй. Также известна как «Чудесный мастер меча и любого другого оружия». Самый молодой мастер Рёдзампаку, на высоком уровне пользуются любым холодным оружием. Странная и немногословная женщина поддерживающая имидж одиночки. Особенно дружна с Апачаем и Акисамэ. Изначально практически не участвовала в обучении Кэнити. Научила его только азам применения оружия и помогла Кэнити преодолеть водобоязнь. В поздних главах роль учителя расширяется, учит Кэнити использовать свой страх как детектор опасности и буквально вбивает это знание в боевой стиль ученика, после этого урока Кэнити охарактеризовал её как «самый опасный учитель Рёдзампаку». У неё есть домашнее животное — мышка Тотюмару.
Сэйю: Мамико Ното
Акисамэ Коэцудзи (яп. 岬越寺 秋雨 Коэцудзи Акисамэ) — боец типа Сэй. Также известен как «Философствующий мастер дзю-дзюцу». Мастер дзю-дзюцу. Первый учитель Кэнити и главный выдумщик тренировочных устройств для него. Посредством специальных тренировок он сумел превратить все мышечные волокна своего тела в розовые, обладающие преимуществами как красных, так и белых мышц. Известный энциклопедист, любитель интеллектуальных игр и искусства, владеет русским. Вырезает из камня статуи, с которыми тренируется. Гениальный медик, владеющий собственной клиникой. Именно он помог Такэде Икки вернуть подвижность левой руке. Вместе с Кэнсэем постоянно вылечивают Кэнити после тренировок. Был вместе с Кэнсэем наставником Огато Иссинсая и рекомендовал его на звание «Первого ученика Рёдзампаку». Одолел «Кулака разрушения» Александра Гайдара, одного из «Единой тени Девяти кулаков». Акисамэ также убил отца Сигурэ по его же настоянию.
Сэйю: Дзюрота Косуги

### Рагнарёк
Самая сильная уличная банда префектуры. Во главе банды стоит Асамия Рюто, ученик Огато Иссинсая и друг детства Кэнити. Вместе с ним контролируют банду «7 Кулаков Рагнарёка». Каждый из бойцов имеет прозвище связанное со скандинавской мифологией. Первые три бойца — Один/Асамия Рюто, Берсерк и Фрея/Кугатати Канамэ — считаются сильнейшими и зовутся «Козырной тройкой Рагнарёка». Была разбита Кэнити Сирахамой и Белой гвардией. Многие члены Рагнарёка позже примкнули к Белой гвардии и стали её генералами.
Один — бывший лидер Рагнарёка (после поражения от Кэнити, распустил команду). Сильнейший из бойцов. Настоящее имя Асамия Рюто. Ученик Огато Иссинсая и друг детства Кэнити. Боец типа Сэй. Из-за использования техники совмещающий энергию типа До и Сэй в бою с Кэнити навсегда прикован к креслу-каталке, что правда ненамного понижает его боевые качества. В последних, на данный момент, главах восстановил баланс Ки, вновь может ходить и использовать эту технику в течение 30 секунд. В детстве, они с Кэнити поссорились из-за внимания Миу, правда, об этом помнит только Рюто. Тайно влюблен в Миу.
Берсерк — 2-й Боец Рагнарёка. Кицугава Сёго. Правая рука Одина. Берсерк не практикует ни одно боевое искусство, но на одном таланте, силе и интуиции не раз побеждал сильных, подающих надежды бойцов. Он с лёгкостью победил Такэду и Укиту, не сильно напрягаясь разобрался с Зигфридом и бился чуть ли не на равных с Отшельником. Присоединился к Рагнарёку из-за Одина. Встретив его, интуиция подсказала ему, что его Берсерку не победить. Именно тогда он присоединился к нему и беспрекословно за ним следовал. Был побеждён Отшельником, а после добит Одином. Чуть позже, Огато Иссинсай берёт его на обучение и кандидатуру члена YOMI наравне с ещё двумя неизвестными.
Сэйю: Дзёдзи Наката
Фрея — 3-й Боец Рагнарёка. Настоящее имя Кугатати Канамэ. Мастер посоха и предводитель Валькирий — отряда девушек использующих в бою оружие, чтобы драться наравне с мужчинами. Пришла в Рагнарёк из желания учиться у Огато Иссинсая, но так его ни разу и не увидела. Позже перешла на сторону Белой Гвардии. Принадлежит в клану потомственных мастеров посоха. Её отец также является мастером посоха. Фрея и Валькирии обучаются у её дедушки — Кугатачи Данки — ныне ушедшего в отставку. Фрею и её дедушку похищали YOMI, чтобы они присоединились к ним. После отказа, с помощью Кэнити и остальных сбежали. Весьма неравнодушна к Уките, чего тот пока упорно не замечает.
Сэйю: Ацуко Танака
Локи — 4-й Кулак Рагнарёка. Настоящие имя неизвестно. Практикует каратэ. Талантливый стратег, любит головоломки, использует двойников, чтобы отвлечь врагов. Способен на любую подлость, не раз пытался подставить других членов Рагнарёка. Носит «черепаховые очки», чтобы не быть узнанным. Имеет отряд преданных ему бойцов, которых называет по номерам. Одна из них, Двадцатая — его правая рука и верная помощница.
Сэйю: Кэйдзи Фудзивара
Зигфрид — 5-й Кулак Рагнарёка. Настоящее имя — Кугэнин Хибики. Практикует собственное боевое искусство, основанное на контратаках и ритме. Очень одарён и вынослив — однажды спрыгнул с вертолёта на высоте более полусотни метров и остался жив. Увлекается музыкой. Со временем перешёл на сторону Белой Гвардии. Его семья очень богата, но сам Зигфрид, предпочитает жизнь эксцентричного мастера боевых музыкальных искусств. Его техники основаны на вращении. Обладает мистической связью с Ниидзимой, очень ему предан и называет его «мой демон-генерал».
Сэйю: Мицуаки Мадоно
Нацу Танимото — 6-й Кулак Рагнарёка. Называется отшельником. Ученик Согэцу Ма, брата Кэнсэя Ма, одного из учителей Кэнити. Сирота. В детстве его с сестрой усыновил богатый бизнесмен, несмотря на натянутые отношения, со временем заменил ему отца. Однако позже его приёмного отца убили. Из-за начавшихся махинаций вокруг наследства Нацу потерял практически всё, к тому же его сестра Каэдэ умерла от тяжелой болезни. После этого он перестал доверять людям, но после поединка с Кэнити подружился с ним, хотя и всячески это отрицает. После расформирования Рагнарёка, встречает на острове, где проходит ОБУ своего Мастера. Тот соглашается продолжить его обучение Кэмпо. Для этого он обучает Танимото новой технике «Свирепый крест» и сталкивает с противниками куда сильнее самого Отшельника. В скором времени Отшельник, как и его учитель, начинают претендовать на место в «Тьме». Для вступления в YOMI ему приходится сражаться с Тё Инсином, которого он побеждает и тем самым становится полноценным членом «Тьмы», как и его мастер. К нему очень привязана Конока — сестра Кэнити. Она пользуется тем, что он понятия не имеет, как себя вести с маленькими детьми. Утверждает, что единственное, что его интересует, это сила.
Сэйю: Рё Хорикава
Тор — 7-й Кулак Рагнарёка. Настоящее имя Тиаки Юма. Боец сумо, считающий, что мастер ему не нужен, и он может достичь мастерства и без него. Борется за права толстых людей и продвижение боевого сумо во всём мире. В Рагнарёке промышлял боями без правил за деньги. Близкий друг Зигфрида. Позже перешёл на сторону Белой Гвардии. Основное время проводит в обществе Валькирий, позволяя использовать себя для отработки ударов, при этом тренируя собственную выносливость. Очень уважает Кэнити за то, что тот не только не стал смеяться над его мечтами и идеалами, но и победил его в честном бою.
Сэйю: Наоми Кусуми
Кисара Нандзё — боец типа До. 8-й Кулак Рагнарёка. Называется Валькирией. На высоком уровне владеет тхэквондо. Руководила небольшим отрядом Рагнарёка, состоящих из побеждённых ею противников, за что её и прозвали Валькирией. В её задачу входил отбор бойцов для Рагнарёка. До этого состояла в группе Валькирий Фреи, с которой была очень близка. Позже стала одной из 8-ми Кулаков Рагнарёка из-за своих высоких боевых показателей. Обожает кошек. Позже перешла на сторону Белой Гвардии и опять подружилась с Фреей. На турнире ОБУ изобрела собственную кошачую технику (няквондо). Завидует и восхищается Фрей и Миу из-за того, что они обе сочетают в себе красоту и бойцовские таланты. Пресекает все попытки Укиты сблизиться.
Сэйю: Минами Такаяма
Икки Такэда — прозвище: Такэда-боксер. Боец типа Сэй. Ученик 3 курса старшей школы. Занимался профессиональным боксом, пока не повредил левую руку, спасая друга. После вступил в банду Рагнарёка. После боя с Кэнити вышел из Рагнарёка, а Акисамэ Коэцудзи исцелил его парализованную руку. Является самым образованным среди членов Белой Гвардии. Посмотрев на растущий уровень Кэнити, также нашёл себе мастера — старого знакомого Акисамэ — Джеймса Шибу. Такэда начинает прогрессировать и позже участвует в спарринге с Кэнити, который вылился в своего рода соревнование между их мастерами. В итоге Кэнити побеждает, но они решают позже провести ещё один бой и продолжают тренироваться. Под одеждой носит специально сконструированный тренажёр, который тренирует его мышцы даже в обычное время, и снимает его только в серьёзных боях, чтобы не ограничивать себя. Испытывает чувства к Миу, но скрывает их, хотя после спарринга с Кэнити последний о них догадался.
Сэйю: Кадзуки Яо
Укита Кодзо — прозвище: Укита-кидала. Третьекурсник старшей школы и лучший друг Такэды. Занимался дзюдо. Неравнодушен к Кисаре. Всегда готов пожертвовать собой ради друзей. Пользуется большим успехом у противоположного пола, но сосредоточившись на Кисаре, в упор этого не замечает. Особенно его задевает, когда девушки в любой серьёзной переделке пытаются его защищать.
Сэйю: Тору Окава

### Ями
Всемирная организация проповедующая Сацудзин Кэн «Убивающий кулак» — антипод «Кулака жизни» Рёдзампаку. Имеет неограниченные финансовые возможности и разветвлённую сеть сторонников. Стремятся уничтожить по их мнению слабые и ненужные додзё, а также Рёдзампаку.

#### Единая Тень Девяти Кулаков
9 мастеров, способных на равных сражаться с Рёдзампаку и контролирующих Ями. У каждого из Единой Тени есть ученик, который в будущем должен будет занять место учителя. Руководителем Девятки является Итиэй — «Первая тень», сильнейший в Ями — отец Миу Фуриндзи Санга.
Александр Гайдар — символ: Лёд. Также известен, как «Кулак Разрушения». Мастер боевого самбо. Учитель Бориса Иванова. Бывший полковник Российской армии. По неизвестным причинам предал свою страну и потерял все свои гражданские права. Весьма знаменит в мире боевых искусств. Любит искусство, которое помогает ему успокоиться и не желать разрушения. Внешне очень красивый, молодой мужчина с очень странными глазами (у него склера чёрного цвета). Когда спокоен производит впечатление расслабленного и весёлого человека, однако легко теряет самообладание и превращается в машину смерти (не контролируя себя убил 40 вооруженных телохранителей). Испытывает иррациональную ненависть к огнестрельному оружию и презрение к людям которые им пользуются. Очень привязан к своему ученику, атакует Огато Исинсая когда тот отправил Бориса против Рёдзампаку. Терпит поражение в схватке с Акисамэ (потерял сознание на 2 секунды) и позволил себя арестовать. Перед арестом освобождает Бориса от ученичества и велит не искать его.
Диего Карлос — символ: Сталь. Также известен, как «Смеющийся Стальной Кулак». Мастер реслинга Луча Либре и учитель Кастор. Истинный шоумен. Его принцип: «Мы не дерёмся, если нет публики». Обожает выставлять себя напоказ. Никогда не снимает свою маску, в ней же ест, спит и принимает душ. Потерпел поражение от Кэнсэя Ма.
Хонго Акира — символ: Небо. Также известен, как «Странствующий Божественный Кулак». Мастер каратэ и учитель Кано Сё, сильно привязан к нему. Делает тому послабления и даже позволяет в прямом смысле сидеть у себя на шее. Убил Силькадо Дженадзада, хотя эта битва чуть не стоила ему жизни.
Огато Иссинсай — символ: Поток. Раньше обучался в Рёдзампаку, где вполне мог стать первым учеником, но Старейшина увидел в его глазах нечестивый огонь и отказал в обучении. Хотя при этом Огато знает Стальной барьер и Удар четырёх сторон, техники Фуриндзи Хаято. Мастер саппо — искусства убивать, которое довёл до совершенства в подпольных боях без правил, где нередко убивал соперников. Учитель Асамия Рюто, которого использовал как подопытного для изучения техники смешения Сэй и До. После начинает обучать ещё троих, один из которых — бывший 2-й кулак Рагнарёка Берсерк, для их вступления в YOMI. Дважды спасает Кэнити — один раз от голодной смерти, второй — от медведя и предлагает Сирахаме стать его учеником. Также спасает Нацу Танимото, когда тот был маленьким. В детстве до средней школы над ним издевались, поэтому Огато воспитал в себе внутренний стержень с бессердечием, заодно наращивая мускулатуру и боевую силу. Его цель создать идеальное боевое искусство.
Кусинада Микомо — символ: Вода. Также известна как «Очаровывающий кулак». Мастер джиу-джитсу направления айки. Основательница стиля «Кусинада», где используется 100 % навыков и 0 % силы. Основа этой техники — полный отказ от любых эмоций. Прожила очень долго из-за специальной диеты, разработанной ею. В прошлом была, наоборот, ярой противницей «Убивающего кулака» и вместе с Фуриндзи Хаято дралась против организации. Но, после, по неизвестным причинам перешла на сторону Ями. В прошлом, возможно, имела романтические отношения с Хаято, хотя сам он это отрицает. Учитель Кусинады Тикагэ.
Силькадо Дженадзад — символ: Король. Также известен, как «Демон-Кулак Бога». Мастер Пенчака Силата и учитель Джихада. Крайне жесток к своим ученикам, при желании и крайнем неудовольствии может их и убить. Как, например, попытался убить Джихада, который не успел убить Кэнити, за что был погребён под лавиной, вызванной криком Силькадо. Позже, после поражения Диего Карлоса, заинтересовывается Кастор, но теряет к ней интерес из-за Сио Сакаки, с которым жаждет сразиться. Постоянно ест фрукты и носит маску демона. Потерпел поражение и был убит Божественной рукой Хонго Акирой, нанеся своему противнику достаточно много повреждений.
Сехрул Рахманн — символ: Ничто. Также известен, как «Человек с кулаками высшей реальности». Мастер каларипаятту — индийского боевого искусства и учитель Поллукса. Обычно не вмешивается в схватки, но при похищении Кастор помогал Дженадзаду противостоять Сакаки Сио.
Согэцу Ма — символ: Луна. Также известен, как «Жестокий Бог Кулака». Мастер китайского кэмпо и учитель Нацу Танимото. Брат Кэнсэя Ма и дядя Рэнки. Считается наравне с братом лучшим воином Китая. Всегда носит с собой флягу с саке, которое постоянно пьёт.
Агаард Джум Сай — символ: Пламя. Также известен, как «Король Демонов тайского подземного мира». Мастер Муай-тай, но использует в бою Муай Боран. Бывший друг Аппачая, которым и был побеждён. Мастер Тэйраицуто Коукина. В боях всегда следит за справедливостью, пытается защитить Кэнити, когда на того нападает Мастер меча из Тени.

#### YOMI
Группа в основном состоящая из учеников «Единой Тени Девяти Кулаков». Впоследствии, каждый из них займёт место своего учителя. Подчиняются непосредственно своему мастеру и никому другому. Каждый имеет в повиновении войска и телохранителей. «Единой Тенью» выбирается лидер YOMI, а также «наследник», которой начинает обучаться у всех мастеров «Единой тени», а не только у своего первого учителя. Обычно им становится самый одарённый член YOMI.
Кано Сё — символ: Небо. Прозвище: Супарна (Могучая птица). Ученик Хонго Акиры, мастера каратэ. Вырос в организации Kuremisago, откуда его выкупила Ями. Всю жизнь тренировался под руководством Хонго Акиры, который, несмотря на строгий нрав и приверженность «Убивающему кулаку», позволял Кано проявлять доброту. В скором времени, «Единая Тень» решила сделать Кано своим «первым наследником», сочтя его самым одарённым из YOMI. Он стал не только лидером группы, но и начал тренироваться у всех мастеров «Единой Тени», а не только у «Руки Бога». Кано Сё практикует каратэ на очень высоком уровне, но помимо этого боевого искусства, он способен ещё на очень многое: определить по звуку спуска курка направление полета пули[что?], двигаться с невероятной скоростью и многое другое, что он узнал во время тренировок в Ями. Обучавшись у каждого мастера «Единой Тени», он выучил у Огато Иссинсая технику соединения энергий Сэй и До «Единый рык», а также комбо совмещающее 9 боевых искусств — «9 ударов — одно убийство». Несмотря на внешнее высокомерие, Кано Сё был очень милосердным и ценящим свободу, в том числе и чужую, человеком, что подозревалось некоторыми членами Ями. Он отпустил команду Панкратион, когда должен был бы её уничтожить. В детстве он не убил птицу, которую ему приказал немедленно умертвить другой мастер Ями. Его собственный Мастер — Хонго Акира — заметил это, но не счёл нужным наказать Сё. Последним его добрым поступком стала защита Миу, когда он прикрыл её своим телом от пуль и погиб.
Борис Иванов — символ: Лёд. Ученик Александра Гайдара, мастера боевого самбо. Считает, что выполнение приказов должно быть беспрекословным, чему и сам следует. Принципиален в своих поступках. Склонен защищать тех, кто находится вокруг него. В YOMI по чисто физическим параметрам он наиболее силён.
Рэйчел Стэнли — символ: Луна. Прозвище: Кастор. Ученица Диего Карлоса, мастера про-реслинга. Точно так же, как и Диего Карлос, Кастор постоянно требует внимания и готова даже ради этого обнажиться. Она очень преданна своему мастеру и подчиняется исключительно его приказам. После поражения «Смеющегося кулака» она начинает находиться в невыгодном положении: её может взять на обучение Силькадо Дженадзад, который счёл её талантливой. Её брату, Этану Стэнли, пришлось выполнять множество поручений, чтобы её взял на попечение его мастер. Но это оказалось не нужно — Силькадо отбросил мысли об обучении Кастор после встречи с Сио Сакаки, с которым намерен сразиться. Кастор остаётся в Японии под присмотром Кэнити, которого попросил об это Этан, уехавший на повторную подготовку в Индию. Она неровно дышит к Кэнити, хотя и готова с ним сразиться.
Тирауит Кокин — символ: Пламя. Прозвище: Сисиосин Нарасимха (Божественный король-лев). Ученик Агаарда Джум Сая, мастера муай-тай, но, как и учитель, он использует в бою муай боран. Тираиут так же силён, как и безжалостен: он один из немногих способен на убийство противника в прямом смысле (он практически убил Кэнити, но того в последнюю минуту спас Акисамэ Коэцудзи). Его отличительной чертой является превосходный анализ не только противника, но и вообще человека. Пожалуй, что самый преданный и действительно воспитанный на принципе бессердечия ученик «Убивающего кулака». Был побеждён Кэнити.
Этан Стэнли — символ: Ничто. Прозвище: Поллукс. Ученик Сехрула Рахманна, мастера калапаятту. Несмотря на мощность и крупные габариты невероятно ловок и гибок. В бою стремится победить противника в первые несколько секунд, поэтому Кэнити, который долго разогревается, всю ночь тренировался со Старейшиной, чтобы победить его. Честен с другими людьми; очень любит свою сестру. Уезжая из Японии просит Кэнити присмотреть за ней.
Кадзима Сатоми — символ: Тень. Ученик Первой Тени. Стал лидером YOMI после гибели Кано Сё. Пока неясно, какими способностями он обладает, но можно с уверенностью сказать, что он очень умён — победил Кусинаду Тикагэ в Го, а также пережил множество боев и тренировок — на его теле огромное количество шрамов, а его левый глаз закрыт повязкой.
Кусинада Тикагэ — символ: Вода. Ученица Кусинады Мигумо, мастера джиу-джитсу. Кусинада Тикагэ — одарённая. В свои 9 лет она в состоянии решать невероятной сложности математические задачи, очень эрудированна по многим вопросам. Также её одарённость распространяется на боевые искусства, где она очень преуспела — Тикагэ может молниеносно вычислять центр тяжести своего соперника. Соблюдает специальную диету своего мастера, которая позволяет не стареть и очень долго жить. Несмотря на это, позволяет себе порой включать «детский режим» и есть огромное количество сладостей, что не раз использовалось Ниидзимой для отвлечения её внимания и удерживания. Благодаря общению с Кэнити любит садоводство.
Радин Тидат Джихан — символ: Король. Прозвище: Король. Ученик мастера Пенчак-силат Кулака-Демона Бога Силькадо Дженадзада. Высокомерный и богатый наследный принц. Сильный боец, но в бою с Кэнити полагается ещё и на своих солдат, которых перебивает подоспевший вовремя Нацу Танимото. В итоге был убит своим учителем, разочаровавшимся в нём, но не до конца. Выжил и вернулся в своё королевство Тидат, где предотвратил развивающуюся гражданскую войну.

### Другие персонажи
Рэнка Ма — дочь Кэнсэя Ма. Занимается боевыми искусствами, работает в китайском ресторане у дяди Кэнсэя Ма. С рождения занимается кэмпо и потому владеет боевыми искусствами на очень высоком уровне. Влюблена в Кэнити и обожает его до фанатизма, а её поведение по отношению к нему частенько бесит Миу. Однажды вместе с отцом сумела победить в бою двое-на-двое Кастор и её учителя Диего, из-за чего у последней вызывает острую неприязнь. Так же, как Миу и Кисара, любит кошек.
Хонока Сирахама — младшая сестра Кэнити. Постоянно пристаёт к Нацу Танимото. Часто бывает в Рёдзампаку, где играет с Апачаем и Сигурэ. Из-за сестринского комплекса, сильно недолюбливает Миу.
Саори Сирахама — мама Кэнити. Часто бьет своего мужа по голове, когда тот совершает глупости — например сбегает с работы или хочет отправиться в додзё своего сына. Всецело за тренировки своего сына, так как считает, и не без оснований, что это делает его сильнее духом. Как она сама говорит, Кэнити после тренировок в додзё перестал убегать.
Мототсугу Сирахама — папа Кэнити. Любит охотничьи ружья. На данным момент владеет тремя — Себастьян, Максимилиан, Людвиг (последний куплен в тайне от жены). Часто сбегает с работы. Однажды приходит в Рёдзампаку. Сначала хочет спасти сына от Мастеров, увидев его тренировки, но потом поменял своё мнение и разрешил Кэнити там остаться.
Юко Идзуми — одноклассница Кэнити, президент клуба садоводства. Влюблена в Кэнити и борется за него с Миу.
Даймондзи — первокурсник старшей школы и член клуба каратэ.
Раити Ри — дочка Тэнмона Ри, прозвище «Искра тьмы». Потерпела поражение в поединке с Кэнити.
Кокоронэ Рими — прозвище «Атланта», любит Рюто и на все готова ради него. Она отличается быстротой от других учеников, Огато Иссинсай учит её развивать скорость, научил технике смешения Сэй и До. Потерпела поражение в схватке с Миу.
Сэта и Хаями — ученики Хонго Акиры. По своим навыкам значительно уступают Кано Сё. Несмотря на это, они очень талантливы. Хонго обучил их разным видами каратэ, которые лучше всего раскрывают их способности.

## Аниме
Аниме «Shijou Saikyou no Deshi Kenichi» было снято студией Tokyo Movie Shinsha и впервые показано 7 октября 2006 года. Оно состоит из 50-ти серий.

### OVA
Студия Brains Base продолжила сюжет сериала, но уже в формате OVA. События новых серий происходят после завершения сюжетной арки о «Рагнарёке». Первая OVA вышла 14 марта 2012 года. Вторая OVA вышла 18 июня 2012, а третья вышла 16 ноября 2012. Также 18 сентября 2013 года, вышла четвёртая OVA, а 15 ноября пятая. Всего вышло 11 OVA, последняя из которых 16 мая 2014.

### Музыкальные темы

#### Открывающие темы
| № | Серии | Название  | Транскрипция и перевод | Исполнитель |
| - | ----- | --------- | ---------------------- | ----------- |
| 1 | 1-25  | Be Strong | Будь сильным           | Кана Ядзуми |
| 2 | 26-50 | ヤッホー  | Яххо:                  | Diva x Diva |

#### Закрывающие темы
| № | Серии | Название           | Транскрипция и перевод                         | Исполнитель   |
| - | ----- | ------------------ | ---------------------------------------------- | ------------- |
| 1 | 1-15  | 君がいるから       | Кими га Иру кара — Потому что ты есть          | Иссэй Эгути   |
| 2 | 16-25 | Catch Your Dream☆  | Поймай свою мечту                              | Дзоанна Койкэ |
| 3 | 26-45 | Run Over           | Пробеги                                        | Дзоанна Койкэ |
| 4 | 46-49 | 心からのメッセージ | Кокоро кара-но Мэссэ: дзи — Сердечное послание | Sakura        |
| 4 | 50    | Be Strong          | Будь сильным                                   | Кана Ядзуми   |

## Игры
15 марта 2007 года «Capcom» выпустила первую игру — файтинг «Shijou Saikyou no Deshi Kenichi: Gekitou! Ragnarok Hachikengou» только для PlayStation 2. Сюжет игры основан на арке Рагнарёка, являющейся основной сюжетной линией в аниме, так что большинство персонажей из аниме доступны и в игре.

## Различия между аниме и мангой
- В манге Кэнити начинает тренировки в Рёдзампаку только после победы над Даймондзи.
- Некоторые небольшие сюжетные арки из манги отсутствуют в аниме (например, тренировка в горах с Акисамэ перед битвой с Отшельником)
- В манге семья 馬 (Кэнсэй, Согэцу, Рэнка и т. д.) произносит свою фамилию как ば (Ба); в аниме и в некоторых переводах используется более классическое китайское произношение иероглифа — ま (Ма).
- Крови в аниме значительно меньше, чем в манге.
- Сюжет аниме заканчивается перед началом арки о YOMI, чьим существованием пренебрегается.

### Отличия от «Tatakae! Ryouzanpaku Shijou Saikyou no Deshi»
Сюжет 5 томов еженедельного предшественника серии во многом похож на Кэнити с несколькими небольшими важными отличиями:
- Сигурэ не существует в ежемесячной версии, но упоминается, что два мастера отправились в путешествие, на одной из картинок показаны мастера Рёдзампаку, включая Сигурэ.
- Миу не рассматривает Кэнити как юношу, относясь к нему, как к младшему братику.
- Ма Согэцу и Икки Такэда оба выглядят совершенно по-другому. Кроме того Такэду зовут Такэноти (яп. 竹ノ内 Такэно:ти) (возможно пародия на Иппо Макуноти из «Hajime no Ippo»), и он является капитаном команды по боксу. Нацу Танимото также носит другое имя Нацу Сугимото (яп. 杉本 夏 Сугимото Нацу).
- Клан, с которым Кэнити сражается, называется «Snake» (яп. スネイク англ. Змея) и им руководят три главных члена: Сёго Фурукава (яп. 吉川 将吾 Фурукава Сёго), Нацу Сугимото/Отшельник и Кисара Нандзё. Все трое появятся в «Shijou Saikyou no Deshi Kenichi», как члены банды Рагнарёк (Фурукава появляется, как Берсеркер). Рагнарёк использовался как название конкурирующей с Snake банды.
- Берсерк и Валькирия после боя с Кэнити в итоге вступают в Рёдзампаку.
- В оригинале Отшельник выглядел похожим на Такэду в «Shijou Saikyou no Deshi Kenichi», хотя и изображался в той же самой одежде.
- Отличия в изображении мастеров Рёдзампаку: Сио Сакаки был сложен стройнее, Апачай Хопачай изображался в той же одежде, но с волосами похожими на Гайла из «Street Fighter», Старейшина выглядел более слабым в одежде, напоминающей форму капитанов из «Блич», Ма Кэнсэй изображался практически так же, только без шляпы и символа инь-ян на плечах, а Акисамэ Коэцудзи носил более короткие волосы. Возраст Акисамэ указывается в ежемесячных выпусках как 28 лет вместо 38 в поздней версии.